# Natascha Hirthe

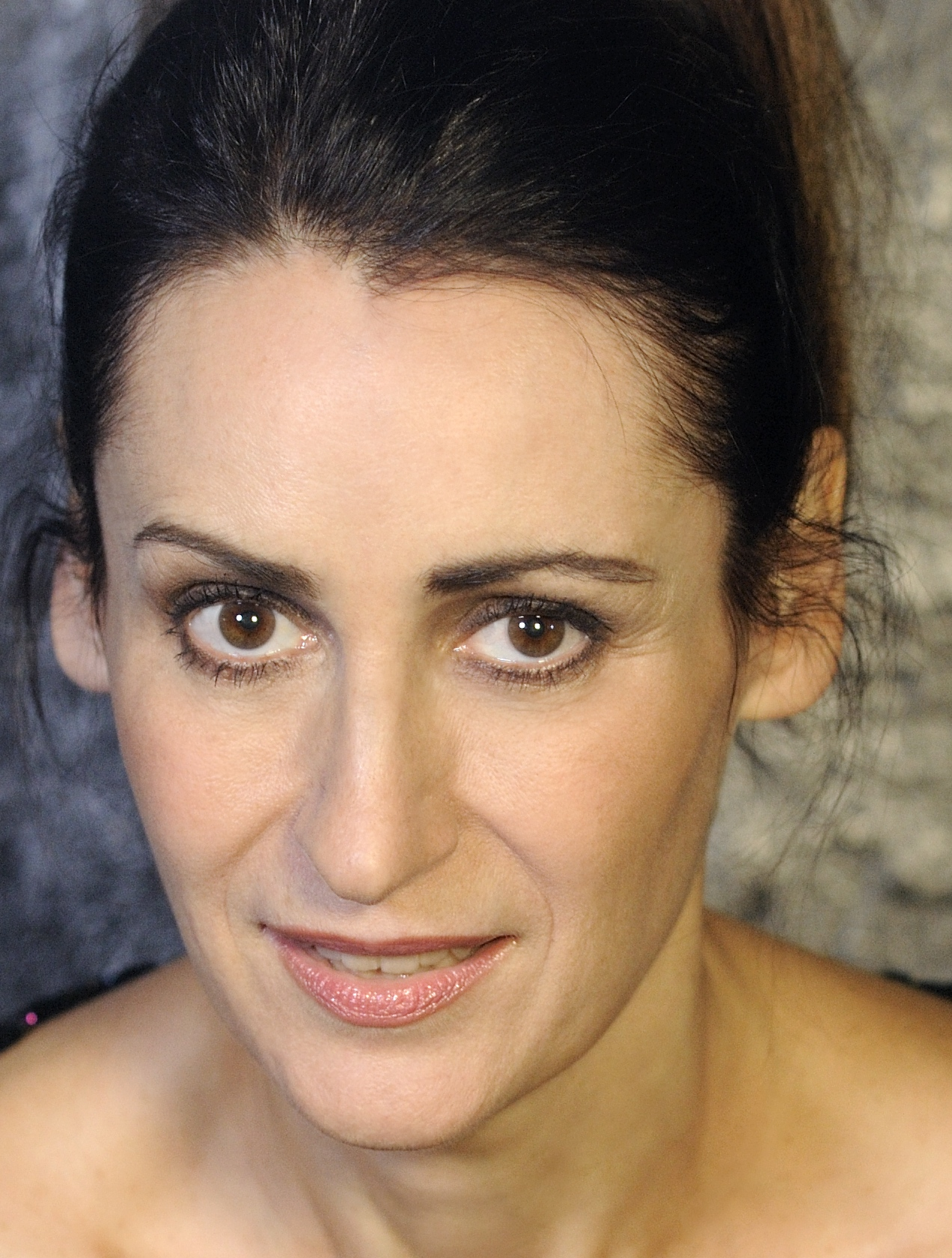
Natascha Hirthe (2016)

Natascha Hirthe (* 5. Mai 1968 in Berlin) ist eine deutsche Schauspielerin.

## Leben
Natascha Hirthe wurde als Tochter der Bühnen- und Kostümbildnerin Hannelore Hirthe-Kuschnitzky und des Staatsschauspielers Martin Hirthe in Berlin geboren. Im Alter von neun Jahren begann sie mit Ballettunterricht an der Tanzakademie von Tatjana Gsovsky und Gerd Reinholm. 1981 starb ihr Vater.
Sie absolvierte von 1988 bis 1991 die Schauspielausbildung an der Schauspielschule von Maria Körber in Berlin und legte ihre Abschlussprüfung vor der Paritätischen Prüfungskommission in München ab. In dieser Zeit erhielt sie Das Stipendium der Kritiker – Joachim Werner Preuß. Nach ihrer Zwischenprüfung wurde sie an die Tribüne Berlin engagiert und spielte neben Ursula Heyer, Dagmar Biener und Horst Schultheiss die Angelique in Der eingebildete Kranke von Molière.
Nach bestandenem Abschluss spielte sie in Österreich am Stadttheater St. Pölten die Lola Fröhlich in Der blaue Engel nach dem Roman von Heinrich Mann. Es folgten Theaterengagements in Deutschland sowie Tourneen. Seit 1994 steht Hirthe für Fernsehproduktionen vor der Kamera.
2006 brachte sie das musikalische Hörbuch Liebe und Abschied in eigener Konzeption und Regie heraus. 2023 erschien das von ihr gelesene Hörbuch „La Madre“ der Literatur-Nobelpreisträgerin Grazia Deledda.
Sie zeichnet ebenso für Lesungen verantwortlich und arbeitet als Synchronsprecherin.

## Theater (Auswahl)
- 1989: Die Ermordung des Jean Paul Marat
- 1990: Portrait eines Planeten
- 1991: Der eingebildete Kranke
- 1992: Tod und Teufel
- 1992/1993: der blaue Engel
- 1993: Abfahrt 13.55 Uhr
- 1993: Der Impresario von Smyrna
- 1993: Das Dschungelbuch
- 1994: Krankheit der Jugend
- 1995: Arleccinos Herren
- 1995: Cabaret
- 1995/1996: Poor Superman
- 1997: Ein besserer Herr
- 2001: 40 Karat
- 2006: Frohe Feste
- 2007: Frohe Feste
- 2013: Der gestiefelte Kater (Musical)
- 2013: Charleys Tante (Übernahme)
- 2014: Trennung für Feiglinge
- 2014: Und juchairassa! Noch ein Denkmal für Hermann Löns
- 2015: Im Himmel ist kein Zimmer frei
- 2016: Wer mit wem – Die Wahrheit
- 2017: Wer mit wem – Die Wahrheit
- 2018: Honig im Kopf
- 2019: A long way down
- 2019: Wunschkinder
- 2020: Wunschkinder
- 2021–2023: Wunschkinder

## Fernsehen
- 1996: Die Drei
- 1997: Alphateam
- 1997: Der Fahnder
- 1998: Schwester Stephanie
- 1998: Tatort – Schimanski
- 1999: Phantomschmerz
- 2000: Klinikum Berlin Mitte
- 2001: Aszendent Liebe
- 2002: Rettungshunde
- 2002: 50 Jahre Tagesschau
- 2002: Ipanema
- 2002: Todesengel
- 2004: Edel und Stark
- 2004: Unser Charly
- 2004: Die schöne Braut in Schwarz
- 2005: Typisch Sophie
- 2005: In aller Freundschaft
- 2005: Evelyn Hamanns Geschichten aus dem Leben
- 2007: Himmel über Australien
- 2008: Klinik am Alex
- 2008: Plötzlich Papa
- 2008: Schimanski: Schicht im Schacht
- 2008: Notruf Hafenkante
- 2009: Tatort: Kaltes Herz
- 2010: Heute bei Mo
- 2013: So ist Fußball!
- 2014: Dream of the Astronauts
- 2017: Nicht mit uns – Der Silikonskandal
- 2019: Bullenherz